# Topoloveni
Topoloveni è una città della Romania di 10 520 abitanti, ubicata nel distretto di Argeș, nella regione storica della Muntenia.

## Storia
La città si è sviluppata sul sito di un antico insediamento rurale, ma viene citata per la prima volta in un documento emesso da Radu Prasnaglava, figlio di Mircea cel Bătrân, nel 1421.
Ha ottenuto lo status di città nel 1968